# 実相寺 (野田市)
実相寺（じっそうじ）は、千葉県野田市にある日蓮宗の寺院。

## 概略と沿革
727年（神亀元年）、行基によって開山された。当時の寺は下総国水海（現・茨城県古河市水海）に置かれていた。その後、日蓮宗の日英により日蓮宗の寺となった。
1475年（長禄元年）、水海城城主の梁田氏が関宿城を本拠地にしたことに伴い、現在地に移設された。なお現在、古河市水海にも実相寺がある。
江戸時代は関宿藩藩主の久世家の国元における菩提寺になった。その縁で廃藩置県の際に、関宿城の一部の建物を移築し、客殿として使用している。ちなみに江戸における久世家の菩提寺は本妙寺である。
境内には、終戦時に内閣総理大臣を務めた鈴木貫太郎の墓所がある。

## 交通アクセス
- 朝日バス局前バス停留所で下車、徒歩5分。